# Interkalarni heterokromatin
Interkalarni heterokromatin je transkripcijski inaktivan kromatin. Nakon kromosomskog G-pruganja vidljive su G-pruge, tj. interkalarni heterokromatin. Smješten je duž krakova kromosoma. Za vrijeme interfaze je kondenziran. Genetički je vjerojatno aktivan.